# 福斯特拉格
福斯特拉格（Foster's Lager）是朝日啤酒旗下的一个拉格淡啤酒品牌，该品牌商标在欧洲由喜力持有。它是世界上销量最大的澳大利亚啤酒品牌。

## 历史
福斯特由美国的威廉（William M.）和拉斐尔·福斯特（Ralph R. Foster）两兄弟创建，他们于1886年从纽约抵达墨尔本，1888年11月开始酿造福斯特啤酒，1889年2月面世。1901年，福斯特啤酒首次出口，客户是第二次布尔战争中的澳大利亚军人。
1907年，该公司与其他五家酿酒公司合并，成立了卡尔顿联合酿酒公司（Carlton & United Breweries；CUB），当时只生产瓶装啤酒。
1958年，福斯特啤酒开始采用钢罐。1971年，它出口到英国，1972年在美国推出。
2011年，CUB及其产品线（包括福斯特）被南非米勒收购，后者又于2016年并入百威英博。2019年，百威英博同意将包括福斯特在内的CUB产品线出售给朝日啤酒。该交易于2020年完成。